# Valiatrella laminaria
Valiatrella laminaria är en insektsart som beskrevs av Liu, Haoyu och F-m. Shi 2007. Valiatrella laminaria ingår i släktet Valiatrella och familjen syrsor. Inga underarter finns listade i Catalogue of Life.